# Distretto di Bachmač
Il distretto di Bachmač (in ucraino Бахмацький район?) era un distretto (rajon) dell'Ucraina, situato nell'oblast' di Černihiv. Il suo capoluogo era Bachmač.
È stato soppresso con la riforma amministrativa del 2020.